# ماثيو ستانلي
ماثيو ستانلي (بالإنجليزية: Matthew Stanley) هو سباح نيوزلندي، ولد في 15 يناير 1992 في إقليم وايكاتو في نيوزيلندا.

## وصلات خارجية
- ماثيو ستانلي على موقع الاتحاد الدولي للسباحة (الإنجليزية)
- ماثيو ستانلي على موقع SwimRankings.net (الإنجليزية)
- ماثيو ستانلي على موقع اللجنة الأولمبية الدولية (الإنجليزية)
- ماثيو ستانلي على موقع أوليمبيديا (الإنجليزية)
- ماثيو ستانلي على موقع اللجنة الأولمبية النيوزيلندية (الإنجليزية)
- ماثيو ستانلي على موقع اتحاد ألعاب الكومنولث (مؤرشف) (الإنجليزية)